# Eugen Rosenfeld

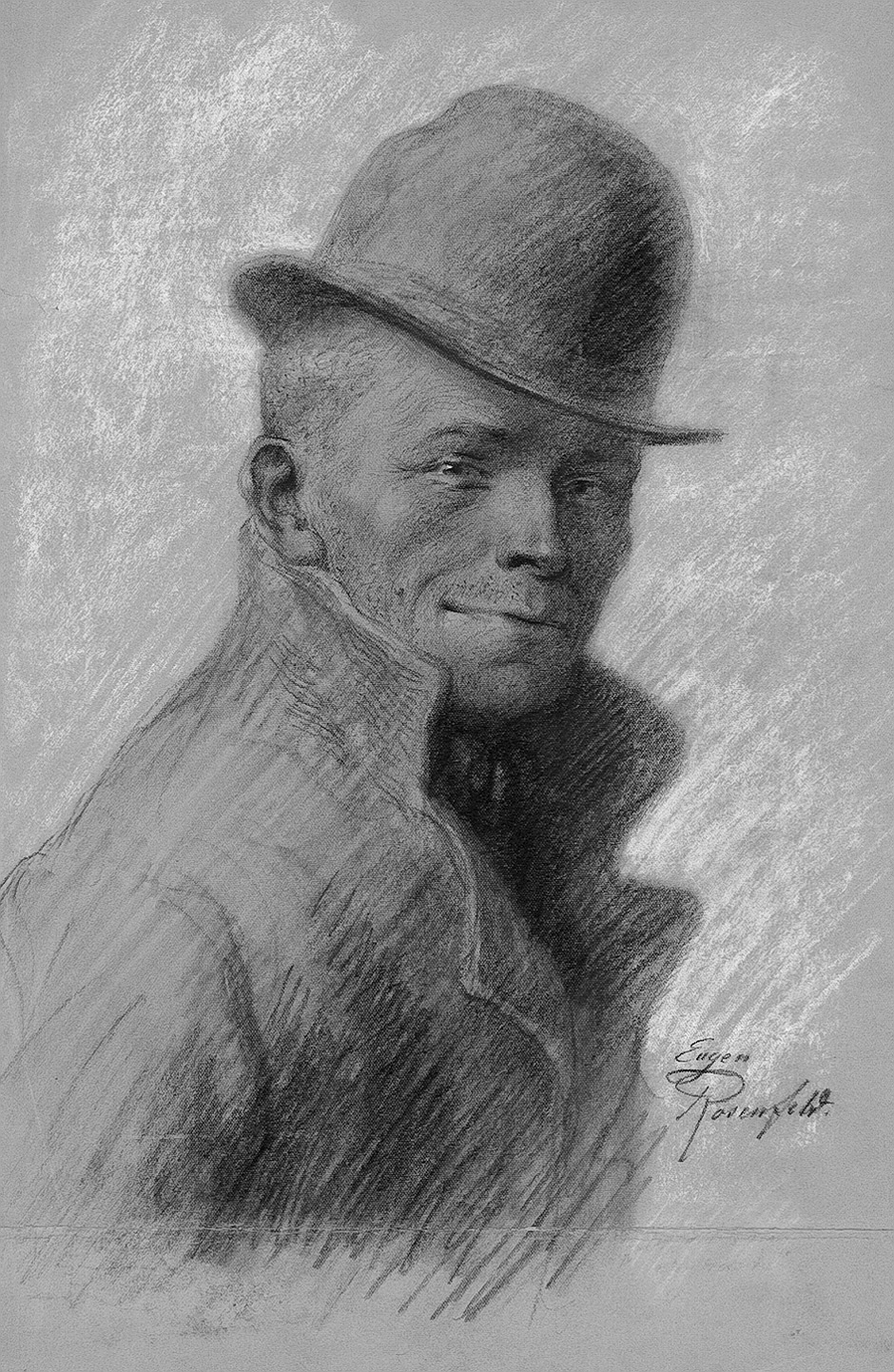
Karl Valentin von Eugen Rosenfeld

Eugen Rosenfeld (* 6. Juli 1870 in Bromberg; † 19. Februar 1953 in Prag) war ein deutscher Maler. 

## Leben
Eugen Rosenfeld studierte ab 1894 an der Münchner Akademie bei Karl Raupp. Er schuf Landschaftsbilder in Öl, häufig angereichert mit orientalisierenden Motiven, daneben Buchillustrationen im Jugendstil. Zudem zeichnete er zahlreiche Porträts mit Kreide, Bleistift oder Rötel, das bekannteste darunter ist eine Porträtzeichnung des Münchner Kabarettisten Karl Valentin.

## Werke (Auswahl)

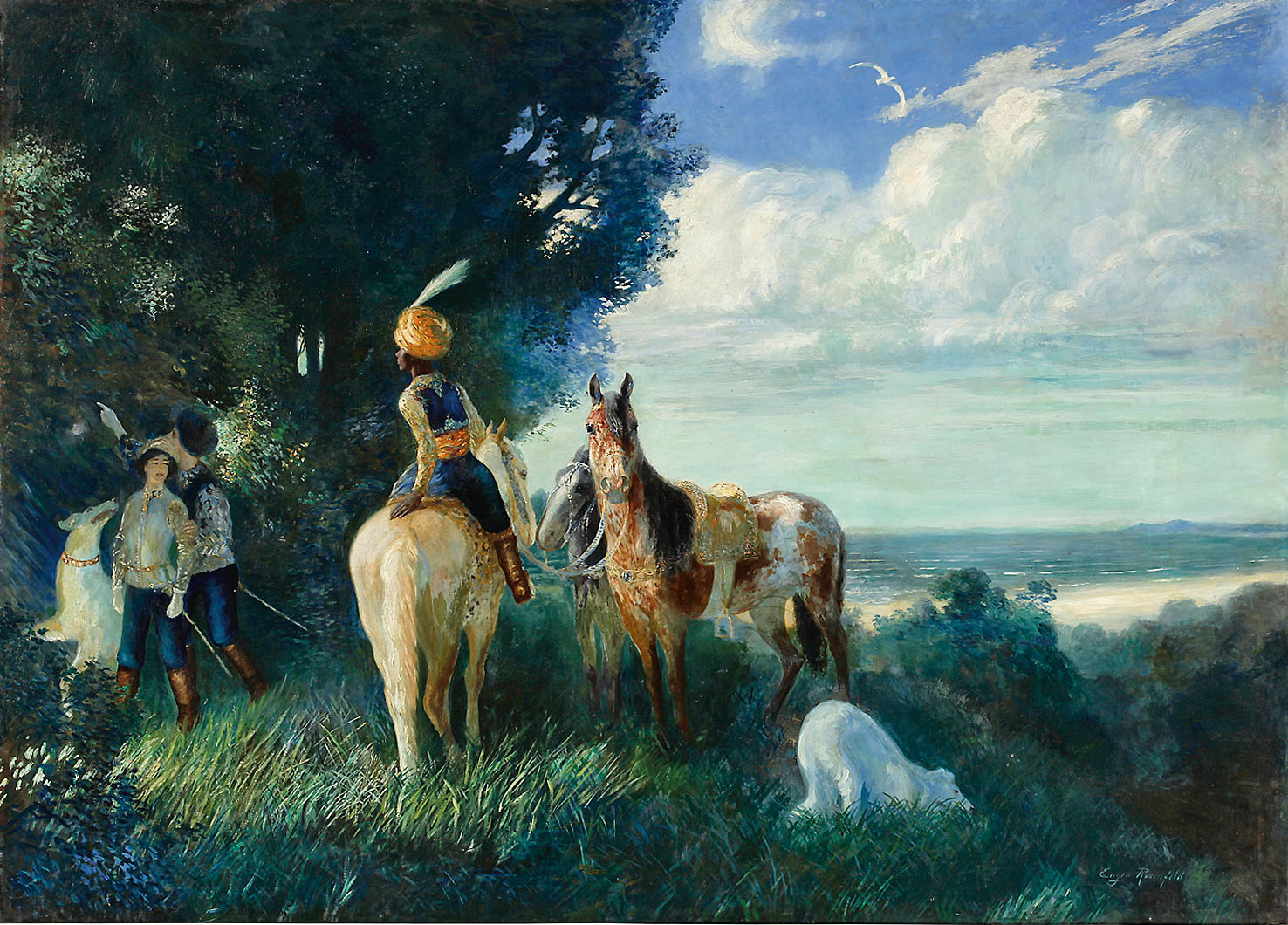
Gemälde „Rast auf der Jagd“

- Porträt des deutschen Luftakrobaten Wilhelm Stöhr. um 1933[3]
- Rast auf der Jagd – Jagdpartie in orientalischen Kostümen Ölgemälde, 1893,[4]
- Reiter am Wegkreuz, Ölgemälde,[5]
- Kamelreiterin mit Schmetterlingsflügeln, Aquarell mit Bleistift,[6]
- Weidende Kühe im Dachauer Moor

Buchillustrationen
- Paula von Coudenhove: Die Götterhunde: ein altes Märlein neu erzählt. Buchschmuck von Eugen Rosenfeld. Stuttgart 1904.